# Sabine Brand Scheffel
Sabine Brand-Scheffel (* 1959 in Leverkusen) ist eine deutsche Malerin.

## Leben und Wirken
Sabine Brand Scheffel studierte von 1977 bis 1984 Malerei an der Staatlichen Hochschule der Bildenden Künste Karlsruhe, Außenstelle Freiburg bei Peter Dreher und an der Universität Freiburg. Im Jahr 1981 war sie als Bühnenbildassistentin am National Theatre of Cardiff (Wales) tätig. 1984 folgte ein Studium an der Hochschule der Künste Berlin sowie von 1984 bis 1986 ein Atelierstudium des Landes Baden-Württemberg. Die Fächer Kunstwissenschaft und Kunstgeschichte schloss sie 1985 jeweils mit Staatsexamen ab. Von 1999 bis 2010 unterrichtete sie an der Kunstschule Offenburg.
Seit 1987 ist sie als freie Künstlerin tätig. Ihr malerisches Werk wird seit 1987 in Ausstellungen im In- und Ausland gezeigt, darunter in Belgien, Frankreich, Italien, England und der Schweiz. Ihre Arbeiten sind in Sammlungen im In- und Ausland vertreten.
Brand Scheffel ist Mitglied des Deutschen Künstlerbundes, des Künstlerbundes Baden-Württemberg und 2. Vorsitzende des Kunstvereins Plakat Wand Kunst.
Sie lebt und arbeitet in Karlsruhe.

## Ausstellungen
- 2003: Realwelten/Gegenwelten - Kunstpreis der Stadt Bühl, Friedrichsbau Bühl, Landesvertretung Baden-Württemberg, Brüssel
- 2004: Profile - Sammlung Hurrle, Baden-Baden, Neuerwerbungen Zeitgenössischer Kunst Staatliche Kunsthalle Karlsruhe, Prämierungsausstellung Pamina-Kunstpreis Museum Ettlingen
- 2005: Kondensat eines Moments - Kunstverein Reutlingen, Hans-Thoma-Gesellschaft, Reutlingen
- 2009: Zarte Zeichen - Gesellschaft der Freunde junger Kunst, Baden-Baden
- 2011: Bilder und Aquarelle - Kunstverein Bruchsal
- 2015: ALLE! - 60 Jahre Künstlerbund Baden-Württemberg, Städtische Galerie / ZKM, Karlsruhe
- 2017: reflection - ITZ Universitätsklinik Freiburg, Gewinner des Kunst-am-Bau-Wettbewerbs
- 2018: Landschaften, Kunstverein Offenburg-Mittelbaden
- 2018: Soweit das Auge reicht - As Far as the Eye Can See, Kunsthalle Würth, Schwäbisch Hall
- 2018: Fraternité - Brüderlichkeit, Partnerbilder der Plakat Wand Kunst e. V., Deutsch-französische Kunstausstellung zum Jahr des Kulturerbes (unter Mitwirkung von jeweils 16 deutschen und französischen Mitgliedern und Gästen), Gedenkstätte Natzweiler-Struthof (G)
- 2018: Heimat? - Projektraum Deutscher Künstlerbund, Berlin
- 2022: Hier und jetzt - dort und dann, Kunstverein March (EA, K)
- 2023: Trüffelsuche - ein Landesprojekt des Künstlerbundes Baden-Württemberg, Kunstverein Wilhelmshöhe Ettlingen (G)